# غادرة (غرناطة)
بلدية غادرة أو غاليرا (بالإسبانية: Galera) هي بلدية تقع في مقاطعة غرناطة التابعة لمنطقة أندلسية جنوب إسبانيا.

## الديموغرافيا
بلغ عدد سكان بلدية غادرة 1.236 نسمة عام 2011 (وفقاً للمعهد الوطني الإسباني للإحصاء).
| 1.426 | 1.360 | 1.243 | 1.127 | 1.135 | 1.106 | 1.236 |